# Orthogrammica hilaris
Orthogrammica hilaris là một loài bướm đêm trong họ Noctuidae.